# 심 (마음작용)
심(尋, 일으킨 생각, 
산스크리트어: vitarka,
vitarkah,
팔리어: vitakka,
영어: conception,
selectiveness,
gross detection,
examination,
application of thought,
applied thinking,
initial application)은
설일체유부의 5위 75법에서 심소법(心所法: 46가지) 중
부정지법(不定地法: 8가지) 가운데 하나이며,
유식유가행파와 법상종의 5위 100법에서 심소법(心所法: 51가지)의
부정심소(不定心所: 4가지) 가운데 하나이다.
심(尋)은 사(伺)와 더불어 마음(6식 또는 8식, 즉 심왕, 즉 심법)으로 하여금 대상을 찾고 살펴보게 하는 마음작용으로, 둘 다 언어작용을 가능하게 하는 마음작용이다. 그리고, 심(尋)과 사(伺)의 마음작용은 둘 다 몸과 마음이 평안할 때에는 천천히 느리게 작용하고 몸과 마음이 불안할 때에는 바쁘고 급하게 작용하는 성질을 가지고 있다.
두 마음작용간의 차이점으로는, 심(尋)은 거친 살펴봄의 마음작용 즉 개괄적으로 사유하는 마음작용이고, 사(伺)는 정밀한 살펴봄의 마음작용 즉 세밀하게 고찰하는 마음작용이다. 불교용어로는, 전자의 거친 살펴봄을 심구(尋求: 찾고 탐구함)라 하고 후자의 정밀한 살펴봄을 사찰(伺察: 정밀하게 살펴봄)이라 한다.
부파불교의 설일체유부의 논서 《아비달마품류족론》 제3권에 따르면,  심(尋)은 심추동(心麤動)을 말한다. 즉, 마음의 심구(尋求) · 변심구(遍尋求) · 구탁(搆度) · 극구탁(極搆度) · 현전구탁(現前搆度) · 추구(推究) · 추심(追尋) · 극사유(極思惟) · 사유(思惟)의 성질의 마음의 거친 움직임[心麤動]들을 통칭한다. 즉, 살펴서 구함[尋求] · 두루 살펴서 구함[遍尋求] · 생각을 짜서 헤아림[構度] · 지극히 먼 것에 대해 생각을 짜서 헤아림[極構度] · 앞에 나타난 것에 대해 생각을 짜서 헤아림[現前構度] 미루어 궁구함[推究] · 돌이켜보아 살핌[追尋] · 지극히 먼 것에 대해 사유함[極思惟] · 사유함[思惟]의 성질의 마음의 거친 움직임을 통칭한다.

## 부파불교의 견해
부파불교의 설일체유부의 교학을 비판적으로 집대성한 세친의 《구사론》에 따르면, 심(尋)은 마음(6식 또는 8식, 즉 심왕, 즉 심법)의 거친 성질 또는 측면이며 사(伺)는 마음(6식 또는 8식, 즉 심왕, 즉 심법)의 미세한 성질 또는 측면이다.
그리고, 심(尋)은 전5식과 상응하는 보다 거친 분별과 살펴봄, 즉 심구(尋求: 찾고 탐구함)의 마음작용으로, 물질적 대상에 대해 언어작용을 가능하게 하는 거친 마음작용이다. 사(伺)는 제6 의식과 상응하는 보다 미세한 분별과 살펴봄, 즉 사찰(伺察: 정밀하게 살펴봄)의 마음작용으로, 물질적 · 정신적 대상 모두, 즉 일체법에 대해 언어작용을 가능하게 하는 미세한 마음작용이다.

## 대승불교의 견해
대승불교의 유식유가행파와 법상종의 《성유식론》에 따르면, 심(尋)은 마음(6식 또는 8식, 즉 심왕, 즉 심법)으로 하여금 대상을 심구(尋求: 찾고 탐구함)하게 하는 마음작용, 즉 대상에 대하여 그 뜻과 이치를 대강 분별하고 살펴보는 마음작용이다. 이에 비해, 사(伺)는 마음(6식 또는 8식, 즉 심왕, 즉 심법)으로 하여금 대상을 사찰(伺察: 정밀하게 살펴봄)하게 하는 마음작용, 즉 대상의 뜻과 이치를 세밀하게 분별하고 살펴보는 마음작용이다.
그리고, 심(尋)은 제6 의식과 상응하는 보다 거친 분별과 살펴봄, 즉 심구(尋求: 찾고 탐구함)의 마음작용으로, 의언경(意言境) 즉 제6 의식의 대상인 일체법에 대해 대강의 뜻을 가진 언어작용을 가능하게 하는 거친 마음작용이다. 사(伺)도 제6 의식과 상응하는 마음작용이지만, 보다 미세한 분별과 살펴봄, 즉 사찰(伺察: 정밀하게 살펴봄)의 마음작용으로, 의언경(意言境) 즉 제6 의식의 대상인 일체법에 대해 정밀한 뜻을 가진 언어작용을 가능하게 하는 미세한 마음작용이다.

## 같이 보기
- 심 (마음작용)
- 불교 용어 목록/ㅅ#사
- 불교 용어 목록/삽#상
- 어언행
- 명신
- 구신
- 문신 (불교)

## 참고 문헌
- 곽철환 (2003). 《시공 불교사전》. 시공사 / 네이버 지식백과. |title=에 외부 링크가 있음 (도움말)
- 권오민 (2003). 《아비달마불교》. 민족사.
- 세친 지음, 현장 한역, 권오민 번역 (K.955, T.1558). 《아비달마구사론》. 한글대장경 검색시스템 - 전자불전연구소 / 동국역경원. K.955(27-453), T.1558(29-1). |title=에 외부 링크가 있음 (도움말)
- 운허.  동국역경원 편집, 편집. 《불교 사전》. |title=에 외부 링크가 있음 (도움말)
- 호법 등 지음, 현장 한역, 김묘주 번역 (K.614, T.1585). 《성유식론》. 한글대장경 검색시스템 - 전자불전연구소 / 동국역경원. K.614(17-510), T.1585(31-1). |title=에 외부 링크가 있음 (도움말)
- (중국어) 星雲. 《佛光大辭典(불광대사전)》 3판. |title=에 외부 링크가 있음 (도움말)
- (중국어) 세친 조, 현장 한역 (T.1558). 《아비달마구사론(阿毘達磨俱舍論)》. 대정신수대장경. T29, No. 1558, CBETA. |title=에 외부 링크가 있음 (도움말)
- (중국어) 호법 등 지음, 현장 한역 (T.1585). 《성유식론(成唯識論)》. 대정신수대장경. T31, No. 1585, CBETA. |title=에 외부 링크가 있음 (도움말)